# Stomina angustifrons
Stomina angustifrons är en tvåvingeart som beskrevs av Kugler 1968. Stomina angustifrons ingår i släktet Stomina och familjen spyflugor. Inga underarter finns listade i Catalogue of Life.